# Jacky Moulière
Jacky Moulière, ou Jacques Moulières, est un acteur et chanteur de rock français des années 1960, né le 15 avril 1944 à Villeneuve-le-Roi (Val-de-Marne).

## Biographie

### Carrière
À 5 ans, il souffre d'une déviation de la colonne vertébrale, ne marche pas, a fait sept congestions pulmonaires et est quasiment  aveugle. 
Jacky Moulière apparaît d'abord au cinéma, sous le nom de Jacques Moulières, dans des films des années 1950 où il joue des rôles d'enfant comme Chiens perdus sans collier (Jean Delannoy 1955) ou Les Assassins du Dimanche (Alex Joffé 1955).
En 1962, il interprète un jeune guitariste de rock 'n' roll aux côtés de Sylvie Vartan dans Un clair de lune à Maubeuge, film dans lequel joue aussi Henri Salvador, qui le signera la même année sur son label.
Sa carrière discographique démarre en janvier 1963 avec un premier disque distribué sous le label Salvador. Compositeur et auteur de plusieurs chansons, c'est son adaptation de Next Door To An Angel, morceau américain de Neil Sedaka devenu en français À deux pas d'un ange qui connaît un succès immédiat.
Au printemps, son deuxième disque contient une autre adaptation, C'est la seule fille que j'aime (He's Sure The Boy I Love des Crystals) aux cotés d'une création, Commande baby et Alice du pays bleu et Mon père.
Le troisième disque, sorti pour l'été, comprend encore de nouvelles adaptations, Un beau jour (One Fine Day des Chiffons), Danse le Birdland (Birdland de Chubby Checker), et deux de ses compositions, Valérie (l'un des tubes de cet été-là) et Ma première chanson (ballade sentimentale).
Son quatrième disque à la rentrée 63 inclut la reprise de Mickey's Monkey de Smokey Robinson & the  Miracles titrée Lam' Di Lam, Donne n'attends pas (Donna the prima donna de Dion and the Belmonts) et deux de ses compositions, Il faut que tu reviennes et Vivre avant de mourir.
Malgré ses talents de chanteur et de compositeur mais surtout à cause de ses nombreuses adaptations, le  succès ne sera bientôt plus au rendez-vous. En effet, en 1964, dans la mouvance dite « yéyé », la concurrence est acharnée. C'est une période d'effervescence sociale et commerciale, et les modes se succèdent à un rythme effréné.
À l'été 1964, Jacky Moulière connaît encore un ultime gros succès avec le très tonifiant Drôl'ment sympa !, sur un 45 tours quatre titres intitulé Jacky chante Moulière, chez "Rigolo", la seconde maison de disques d'Henri Salvador.

## Discographie

### Rééditions CD
1996 : Jacky Moulière, l'intégrale chez Magix Records (2 CD : 40 titres)
- regroupe tous les titres sortis sur super 45t de "A deux pas d'un ange" à "Accident d'été" (donc sans les deux derniers titres sortis en 1969).

2005 : Jacky Moulière, l’intégrale Salvador / Rigolo (2 CD : 33 titres)
- regroupe tous les titres enregistrés sous label "Salvador" et "Rigolo" donc du début jusqu'à "Frappez des mains" + en bonus le titre "Comme en troupeau"

## Filmographie
- 1954 : Les Fruits sauvages, de Hervé Bromberger : Frédéric
- 1954 : Obsession, de Jean Delannoy : Enfant Bernardin
- 1954 : La Belle Otero (La Bella Otero), de Richard Pottier : le groom français
- 1955 : Les Amants du Tage, de Henri Verneuil : Manuel
- 1955 : Le Dossier noir, de André Cayatte : Marcel
- 1955 : Chiens perdus sans collier, de Jean Delannoy : Gérard Lecarnoy
- 1955 : L'Affaire des poisons, de Henri Decoin : le fils de l'aveugle
- 1956 : Les Assassins du dimanche, de Alex Joffé : Toto
- 1956 : La Meilleure Part, de Yves Allégret
- 1957 : Reproduction interdite (titré aussi "Meurtre à Montmartre"), de Gilles Grangier : Jean-Pierre Kelber
- 1957 : La Route joyeuse (The Happy Road), de Gene Kelly : l'enfant
- 1958 : Sans famille, de André Michel : Mathias
- 1958 : Les Jeux dangereux, de Pierre Chenal : Couscous
- 1959 : Les Amants de demain, de Marcel Blistène
- 1960 : Pantalaskas, de Paul Paviot
- 1960 : Les Loups dans la bergerie, de Hervé Bromberger
- 1962 : Un clair de lune à Maubeuge, de Jean Chérasse : le guitariste rock

## Théâtre
- 1957 : Les Coréens de Michel Vinaver, mise en scène Jean-Marie Serreau, Théâtre de l'Alliance française